# والاس روي إرنست
والاس روي إرنست (بالإنجليزية: Wallace Roy Ernst)‏ هو عالم نبات أمريكي، ولد في 1928، وتوفي في 1971.